# USS Nantucket (IX-18)
Pour les autres navires du même nom, voir USS Nantucket.
L’USS Ranger, plus tard l’USS Rockport puis l’USS Nantucket (PG-23/IX-18), est une canonnière de l'United States Navy. Bateau à vapeur à hélice doté d'une voile auxiliaire à gréement complet, le Ranger a une très longue carrière de 65 ans, servant d'abord comme canonnière de l'US Navy de 1876 à 1920, puis comme navire-école à la Massachusetts Maritime Academy de 1909 à 1941.
Le navire est finalement démoli en 1958, mais son moteur, qui est le seul de ce type connu à exister encore, fut préservé et est exposé au musée de l'Académie de la marine marchande des États-Unis à Kings Point (New York).

## Description

### Moteur
Le moteur du Ranger est conçu par le Bureau of Steam Engineering et construit par John Roach & Sons. Le moteur est du type composé à action inverse, avec des cylindres de 28,5 et 42,5 pouces respectivement et une course de 42 pouces. Les pistons, les chemises de cylindre et les roulements sont en bronze. À 64 tr/min, le moteur de 560 ch propulse le navire à une vitesse de 10 nœuds. Quatre chaudières écossaises au charbon fournissent de la vapeur à une pression de 80 psi.

## Histoire
Une fois l'aménagement terminé, le Ranger est affecté à l'Atlantic Station, mais reste au chantier naval de Gosport (Portsmouth) et à Hampton Roads jusqu'au 8 mars 1877, date à laquelle il est affecté à l'United States Asiatic Fleet. Après un aménagement spécial pour sa nouvelle mission, le Ranger quitte New York le 21 mai 1877 et arrive à Hong Kong le 24 août 1877, en passant par Gibraltar, le canal de Suez et le détroit de Malacca. Le navire sert sur l'Asiatic Station jusqu'à l'automne 1879, protégeant les intérêts américains et la politique nationale en Extrême-Orient.
Arrivé au Mare Island Naval Shipyard le 24 février 1880, il est converti en bâtiment hydrographique. De 1881 à 1889, il est engagé dans des travaux de levés hydrographiques au large du Mexique, de la Basse-Californie, de l'Amérique centrale et du nord du Pacifique ; sauf lorsqu’il s'agit de protéger les intérêts nationaux américains dans les pays politiquement turbulents d'Amérique centrale. Le 12 octobre 1885, un accident impliquant le bateau américain à vapeur Modoc au large de Mare Island, certains des 10 membres d'équipage à bord sautent par-dessus bord, un se noie. Au large d'Ensenada, au Mexique, le 18 janvier 1886, le landsman John Enright sauve deux camarades de bord de la noyade, action pour laquelle il reçoit la Medal of Honor.
En 1890, le Ranger, commandé par le commandant George Cook Reiter, intervient à la suite de l'affaire Barrundia. Reiter est l'officier supérieur de la marine américaine présent à Puerto San José, au Guatemala lors de la tentative d'arrestation du général Juan Martín Barrundia, un général rebelle guatémaltèque qui tente en vain de prendre le pouvoir lors d'une insurrection militaire et est contraint à l'exil par le gouvernement guatémaltèque. Barrundia monte à bord du SS Acapulco, un navire battant pavillon américain, et demande l'asile politique aux États-Unis. Le 27 août 1890, l’Acapulco s'arrête à Puerto San José au crépuscule. Le commandant du port, le colonel Enrique Toriello, monte immédiatement à bord du navire pour capturer Barrundia et aviser le capitaine Pitts qu'il doit rester au port pendant 24 heures, conformément au contrat établi avec la Pacific Mail Steamship Co., propriétaire du navire. Le capitaine Pitts ordonne à Toriello d'attendre de recevoir des instructions écrites de l'ambassadeur américain pour procéder à l'arrestation. Le capitaine Pitts demande à nouveau à l'ambassadeur la permission de remettre Barrundia. Presque au même moment, le commandant Reiter, capitaine du Ranger, également amarré à Puerto San José, envoie un télégramme à l'ambassadeur recommandant que Barrundia soit autorisé retourner au Mexique. À dix heures du soir, Lansing B. Mizner répond au capitaine Pitts de remettre Barrundia, car on lui avait assuré que sa vie serait épargnée. Le lendemain, pour aider à la prise de Barrundia, et prendre toutes les précautions nécessaires pour son transfert vers la capitale, le gouvernement envoie à Puerto San José le directeur adjoint de la police et trois gendarmes qui, à leur arrivée, se placent sous les ordres du colonel Toriello. Toriello, accompagné, remonte à bord de l’Acapulco dès qu'il reçoit la note écrite de l'ambassadeur Mizner, adressée au capitaine Pitts. Le capitaine Pitts lit la lettre et demande à Toriello de l'accompagner jusqu'à la cabine de Barrundia. Le capitaine lit la lettre de Mizner pour Barrundia, Toriello la traduit ; dès que Barrundia comprend qu'il va être arrêté, il sort ses revolvers et tire sur ses ravisseurs, qui répliquent et le tuent. Plutôt que de placer une garde sur le SS Acapulco pour le général Barrundia ou de lui offrir l'asile politique, Reiter retarda de plusieurs heures la demande d'asile du général afin d'obtenir la permission du gouvernement guatémaltèque, qui n'est jamais venue. Pendant l'occupation du navire, le drapeau américain est retiré, des armes et des fournitures sont saisies et le drapeau guatémaltèque est hissé à sa place. Le secrétaire de la Marine Benjamin Tracy, sous la direction personnelle du président Benjamin Harrison, ordonne que la conduite du commandant Reiter fasse l'objet d'une enquête ; le secrétaire sanctionne Reiter et le relève de son commandement.
Il est chargé de réprimer le braconnage des phoques dans la mer de Béring dans une escadre américano-canadienne en 1891.
Le Ranger est mis hors service du 14 septembre 1891 au 26 août 1892 au Mare Island Navy Yard.
Le 31 janvier 1894, il relève l'USS Alliance de la protection des intérêts américains en Amérique centrale, où il reste jusqu'à sa mise hors service le 26 novembre 1895, sauf pour des périodes temporaires, comme la protection de la pêche dans la mer de Béring en mai 1894.
Remis en service le 1er novembre 1899, il est un navire d'enquête pendant deux ans au large du Mexique et de la Basse-Californie, puis exploité avec l'USS Wisconsin au large de l'Amérique centrale, protégeant les intérêts nationaux américains. Il est de nouveau mis hors service du 11 juin 1903 au 30 mars 1905 au chantier naval de Puget Sound.
Il quitte Puget Sound le 16 avril 1905 pour l'Asiatic Station et arrive à Cavite (Philippines) le 30 mai. En raison de problèmes de maintenance récurrents, il est de nouveau mis hors service à Cavite du 21 juin 1905 au 10 août 1908. Quittant Cavite le 16 août, il arrive à Boston le 12 décembre en passant par le canal de Suez et est immédiatement mis hors service le 10 novembre 1908. Le 26 avril 1909, il est prêté au Commonwealth du Massachusetts comme navire-école pour remplacer l'USS Enterprise à la Massachusetts Nautical Training School.
Son nom est changé en Rockport le 30 octobre 1917, puis en Nantucket le 20 février 1918. Sous le nom de Nantucket, il opère comme canonnière dans le 1er district naval pendant la Première Guerre mondiale, ainsi que comme navire-école pour les aspirants de marine.
Désigné PG-23 en 1920, le Nantucket est rebaptisé IX-18 le 1er juillet 1921. Le 11 novembre 1940, il est transféré à l'United States Maritime Commission pour sa disposition finale, navire-école pour l'Académie de la marine marchande des États-Unis, à Kings Point, N.Y. Le 30 novembre 1940, il est rayé de la liste de la Marine et renvoyé dans l'État du Massachusetts en tant que navire-école.
En 1942, il est renvoyé à l'Académie de la marine marchande des États-Unis, rebaptisé TV Emery Rice, et utilisé une fois de plus comme navire-école. Il prend sa retraite en 1944 et sert de navire-musée jusqu'à sa démolition en 1958.
Alors que le navire lui-même est démoli, le moteur, le seul type à action inverse, est sauvé de la destruction grâce aux efforts de l'amiral Richard R. McNulty. Le moteur, qui pèse 61 tonnes et mesure 20 × 10 pieds × 6 pieds de haut, constitue désormais la pièce maîtresse d'une exposition au musée de la marine marchande des États-Unis de Kings Point, New York.